# Lamb Holm
Lamb Holm, auch Lambholm, ist eine Insel der Orkneyinseln. Sie liegt direkt südlich von Mainland, der Hauptinsel der Orkneys. Die Insel liegt vor der Südostküste von Mainland und ist über eine rund 500 m breite Meerenge von dieser getrennt. 600 m südwestlich liegt die Nachbarinsel Glimps Holm. Bei einer Länge von 1,1 km ist Lamb Holm maximal 560 m breit. Sie nimmt dabei eine Fläche von 0,4 km² ein. Während 1871 noch sieben und 1881 acht Einwohner gezählt wurden, ist Lamb Holm heute unbewohnt.

## Bauwerke
Die Meerenge zwischen Lamb Holm und Mainland stellt einen möglichen Zufahrtsweg in den Scapa Flow dar, in welchem die britische Marine einen bedeutenden Stützpunkt unterhielt. Nachdem sowohl im Ersten als auch im Zweiten Weltkrieg deutsche Kriegsschiffe in den Scapa Flow eingedrungen waren, entstanden in den 1940er Jahren mit den Churchill Barriers ein System aus Dämmen zwischen den einzelnen Inseln als effektive U-Boot-Sperre. In diesem Zuge wurde auch die Meerenge zwischen Lamb Holm und Mainland geschlossen, durch welche das U-Boot U 47 im Oktober 1939 eingedrungen war und das Kriegsschiff Royal Oak versenkte. Nach Süden führt das Dammsystem weiter über Glims Holm und Burray bis nach South Ronaldsay. Über diese Dämme verbindet heute die A961 die Inseln mit Kirkwall.

Fahrtweg von U 47 durch die Meerenge
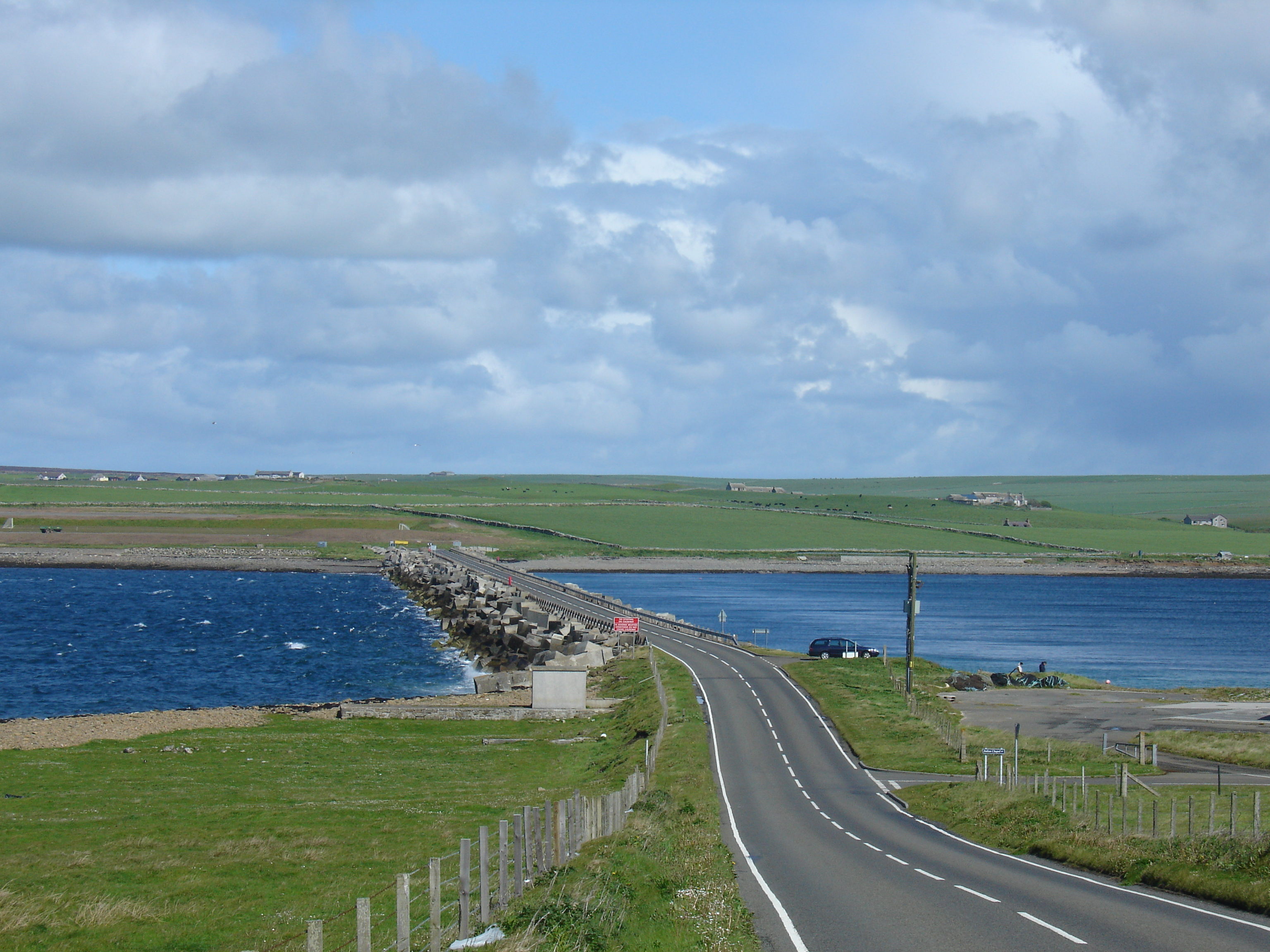
Damm zwischen Lamb Holm und Mainland

Während des Zweiten Weltkriegs waren italienische Kriegsgefangene auf Lamb Holm interniert. Sie schufen zwischen 1942 und 1944 mit der Italian Chapel eine Kirche, die heute in den schottischen Denkmallisten in der höchsten Kategorie A gelistet ist.

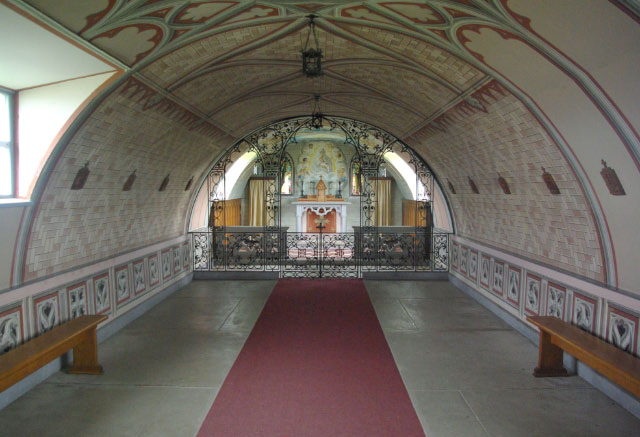
Innenansicht der Kirche
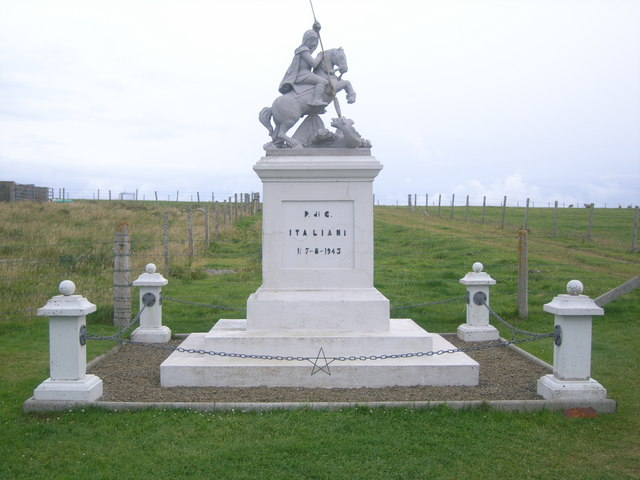
Italienisches Kriegerdenkmal